# Rouhův betlém

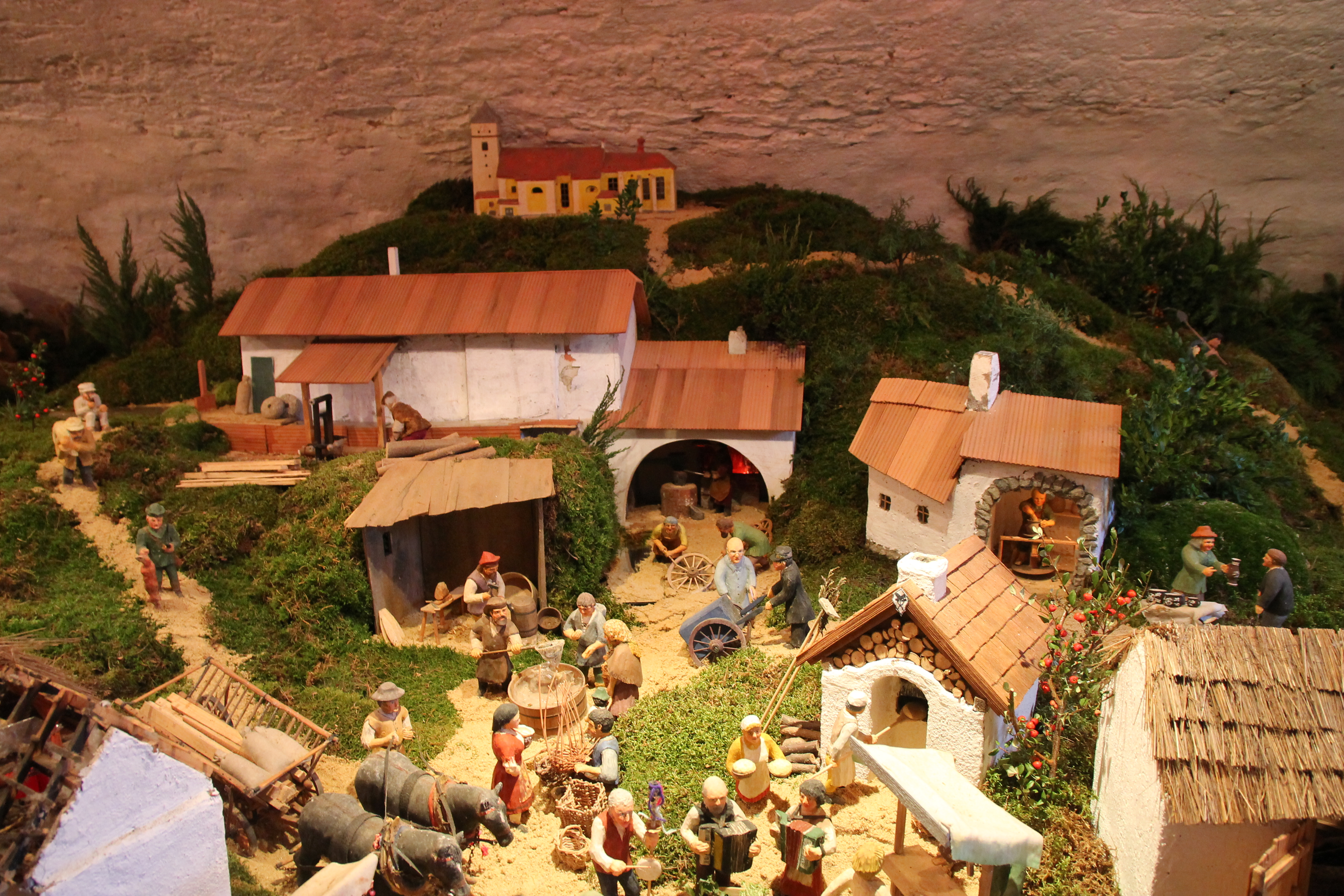
Vesnická krajina symbolizující Velešín, s kostelem sv. Václava

Rouhův betlém či Rouhův velešínský betlém jsou dřevěné vyřezávané jesličky pocházející z Velešína, které zobrazují místní budovy, krajinu, řemesla i osobnosti. Tvůrce jesliček Pavel Rouha je vystavuje každoročně o Vánocích od poloviny adventu do svátku Tří králů ve sklepě domu U Kantůrků ve Velešíně.

## Tvůrce
Tvůrcem betlému je velešínský soukromý zemědělec Pavel Rouha (* 1965), který betlém tvoří ve svém volném čase. Rouha není vyučeným řezbářem, ale již jako malý obdivoval jesličky z Třešti a ve svých 6 letech vyřezal první figurku.

## Popis
Betlém zaujímá plochu 34 m² a je vystaven ve sklepě domu U Kantůrků vedle kostela sv. Václava. Betlém obsahuje asi 200 figurek, které jsou většinou vyřezané z lipového dřeva a jsou 17 centimetrů vysoké. Tyto figurky jsou zasazeny do mechu, pařezů a dalších přírodnin, které imitují krajinu. Některé části budov betléma jsou pohyblivé, případně osvětlené, figurky samotné jsou statické.
Figurky vyobrazují kromě klasické scenérie s jesličkami, Ježíškem, Marií, Josefem a Třemi králi tradiční řemesla a některé jsou inspirovány skutečnými živými i zesnulými skutečnými osobami – mj. Jakuba Jana Rybu, Josefa Režného či přátele z Velešína. Jedna figurka symbolizuje i tvůrce betlému, Pavla Rouhu. V betlémě lze nalézt i velešínský kostel sv. Václava, voraře na Malši, koněspřežnou dráhu i moravský vinný sklípek, rozvržení jednotlivých prvků se ale každý rok liší. Sestavení betléma trvá asi měsíc a Rouha jej staví za pomoci své rodiny a zejména svého syna Josefa.
Betlém byl poprvé vystaven v roce 2006, původně chtěl Rouha pouze opravit některé figurky do betléma po svém dědečkovi (betlém z 2. poloviny 19. století z Jilemnicka), nakonec ale vyřezal betlém vlastní. Betlém se každý rok rozšiřuje.

## Fotogalerie

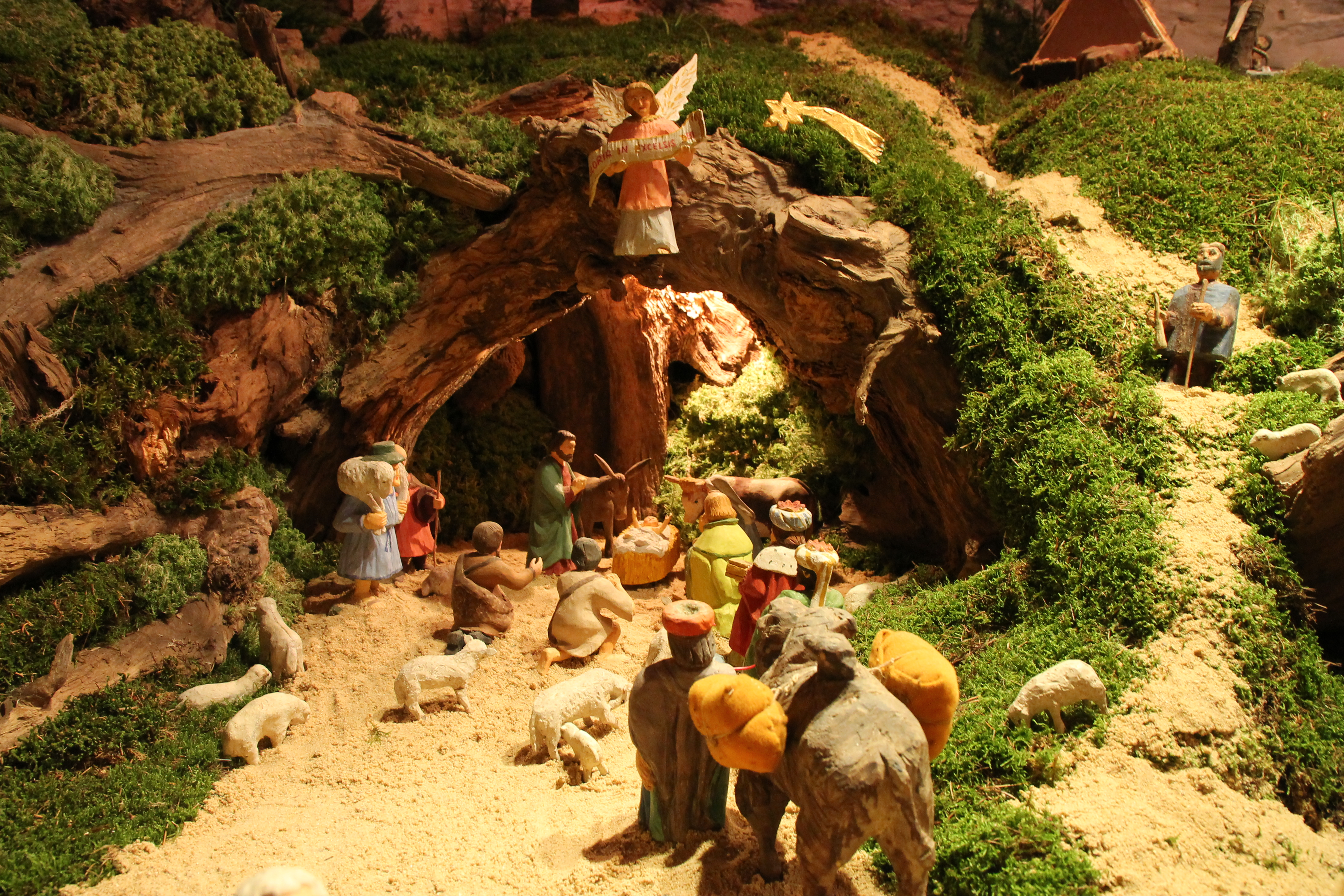
Detail jesliček
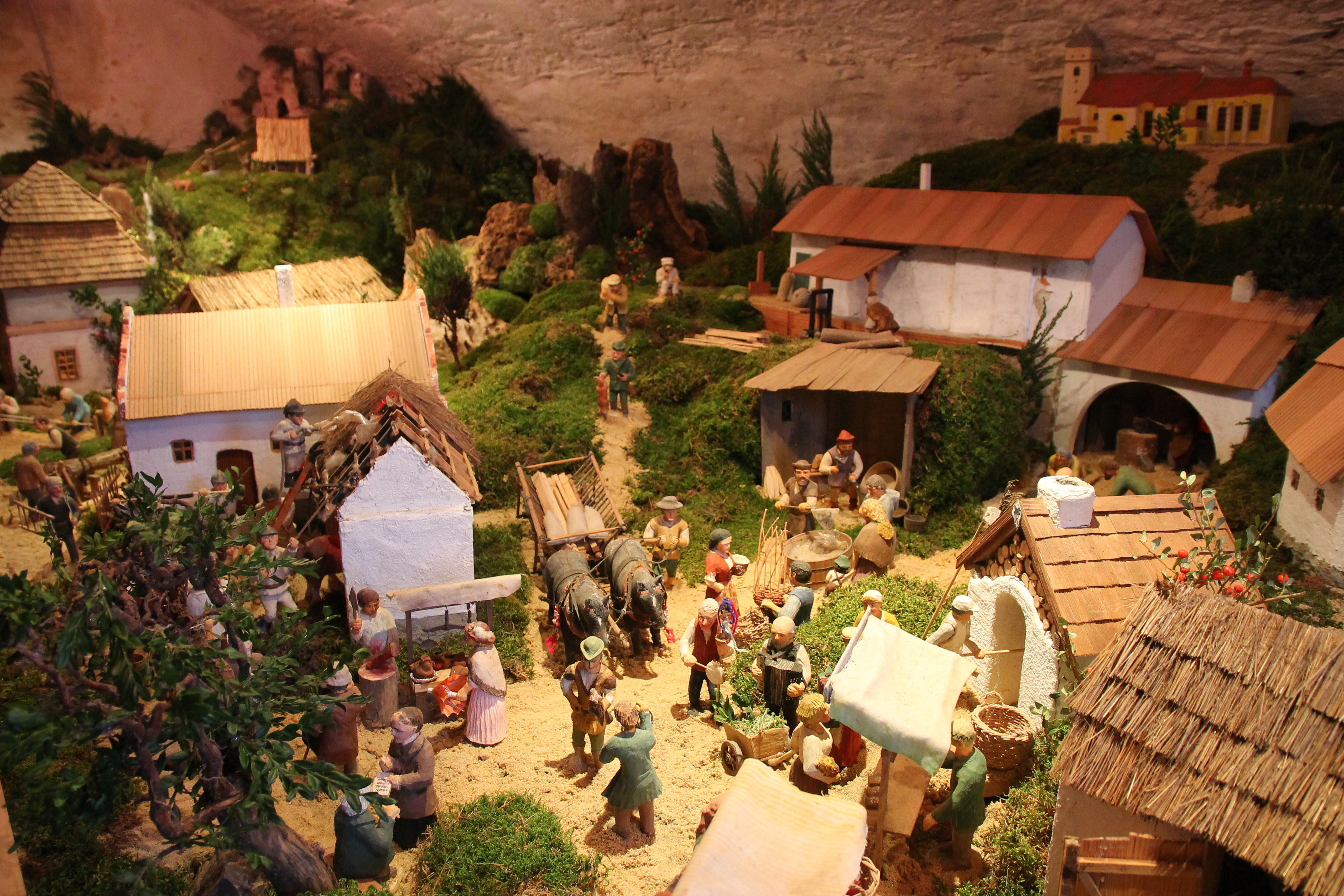
Zobrazení Velešína
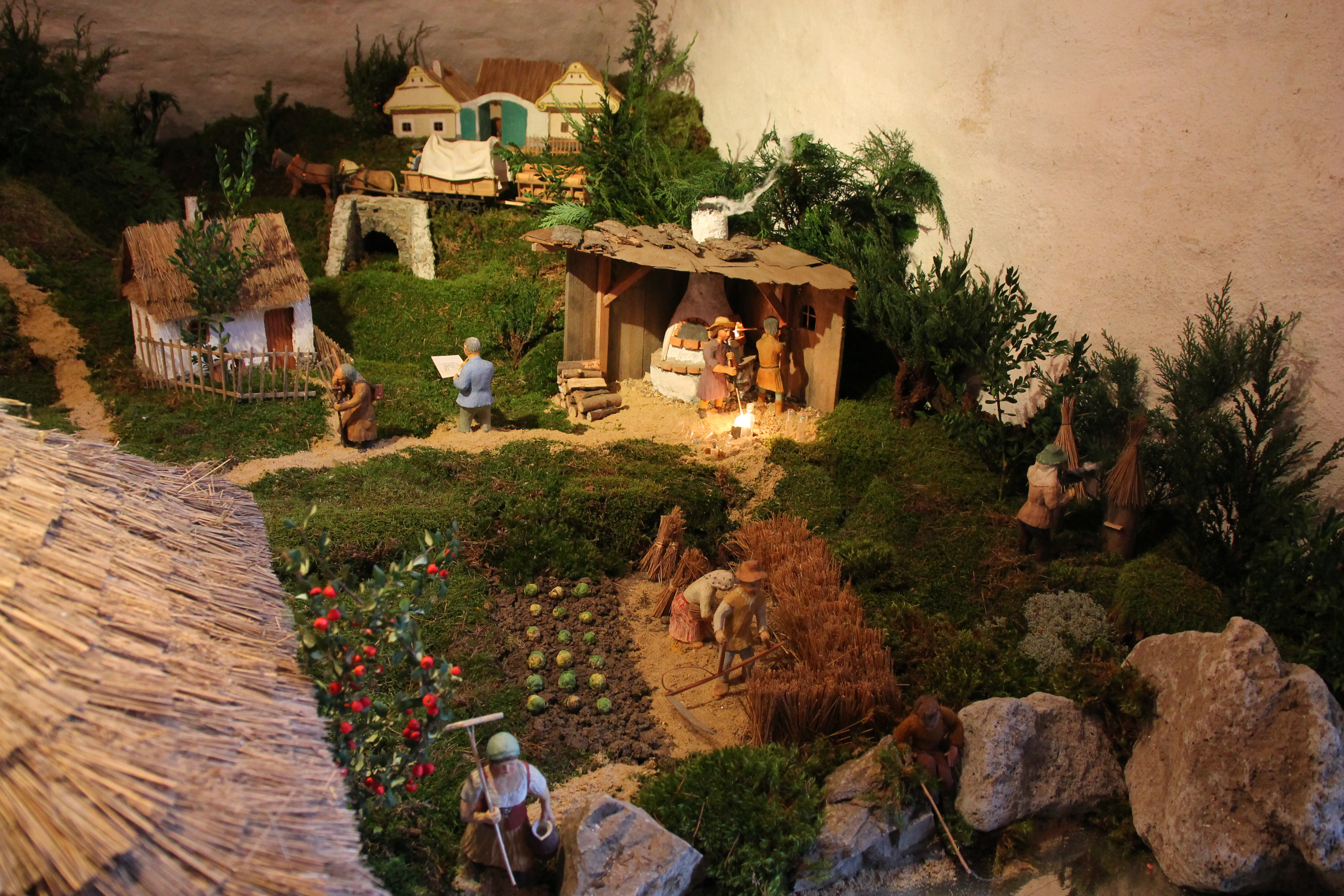
Skláři
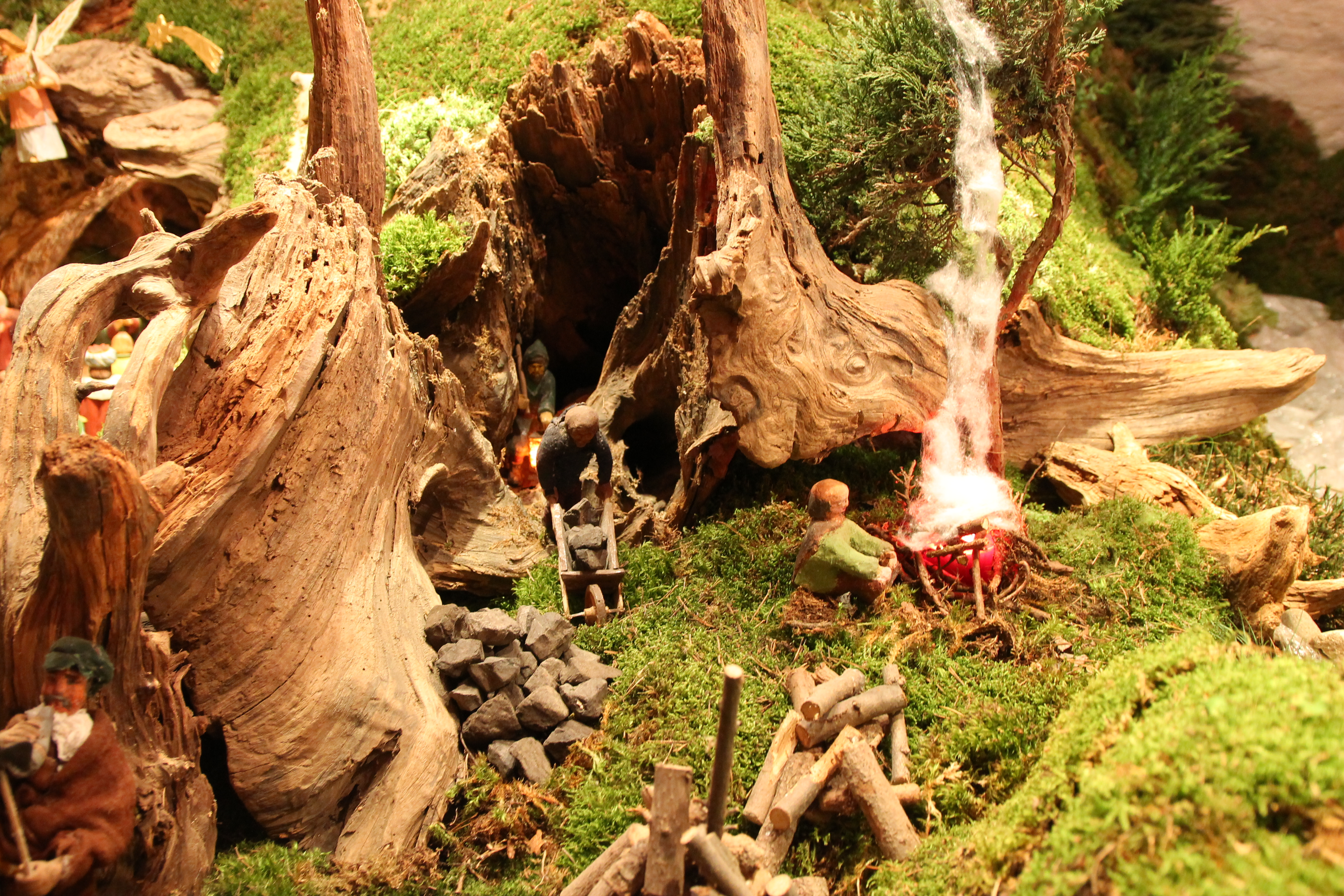
Havíři
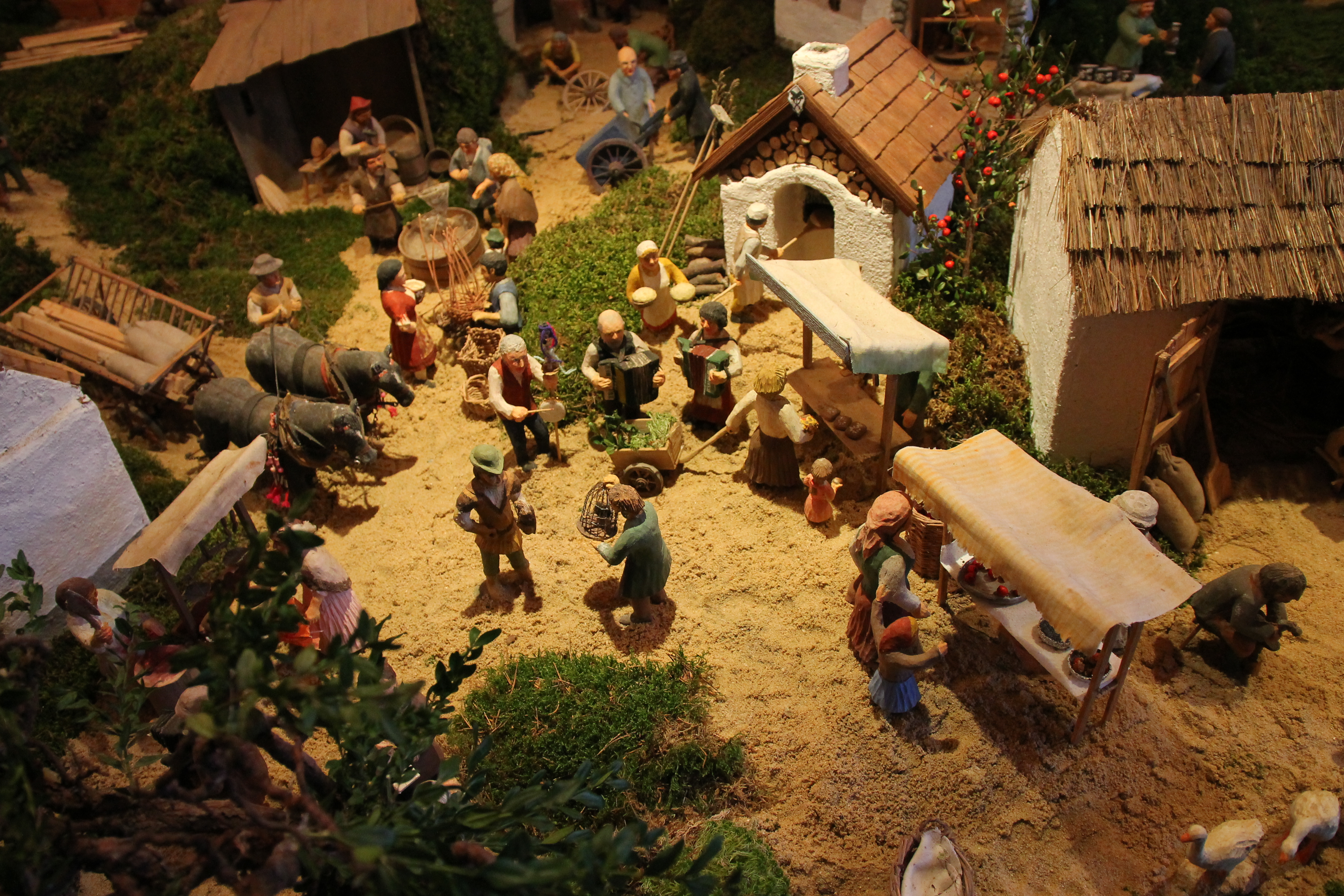
Trh
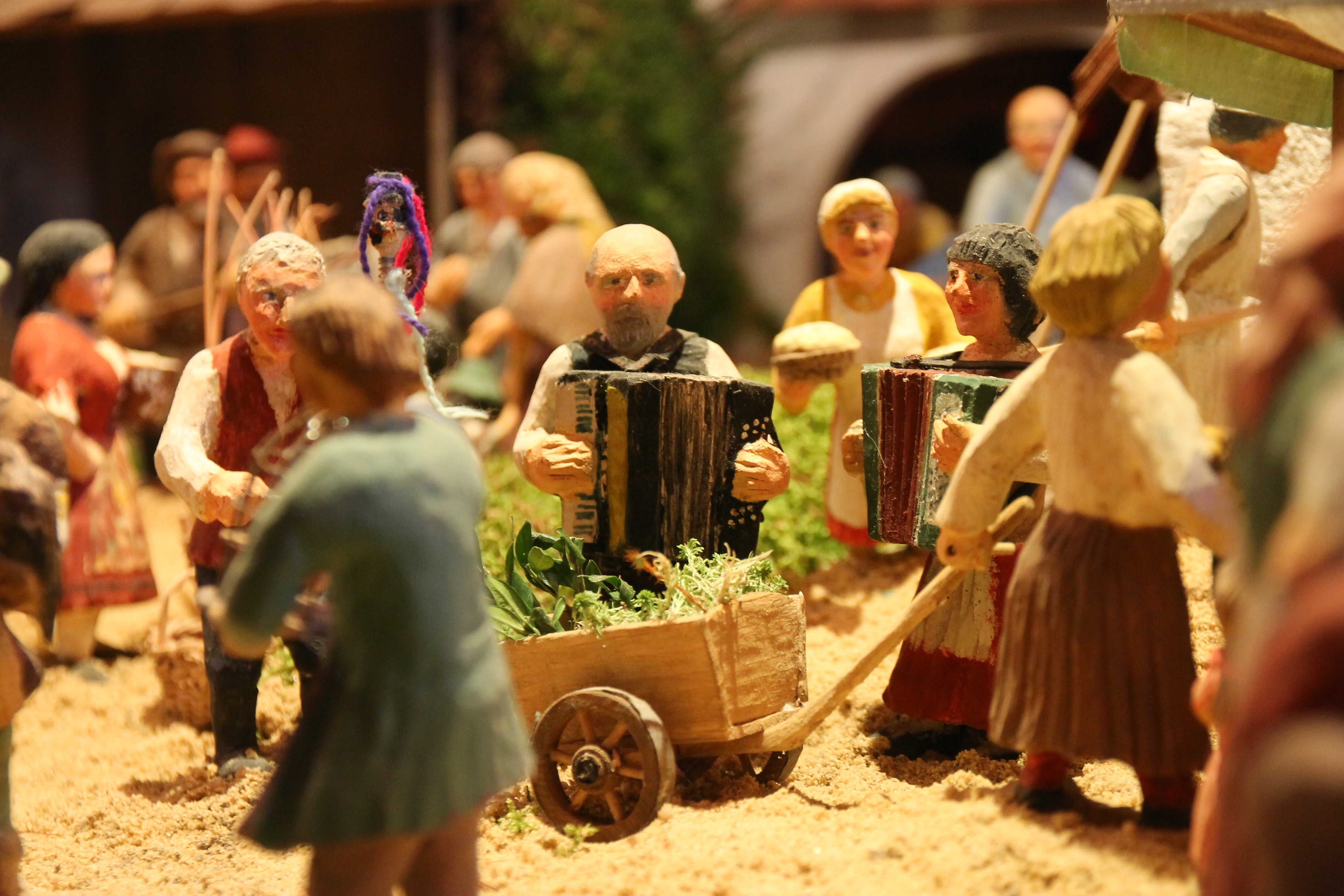
Harmonikář
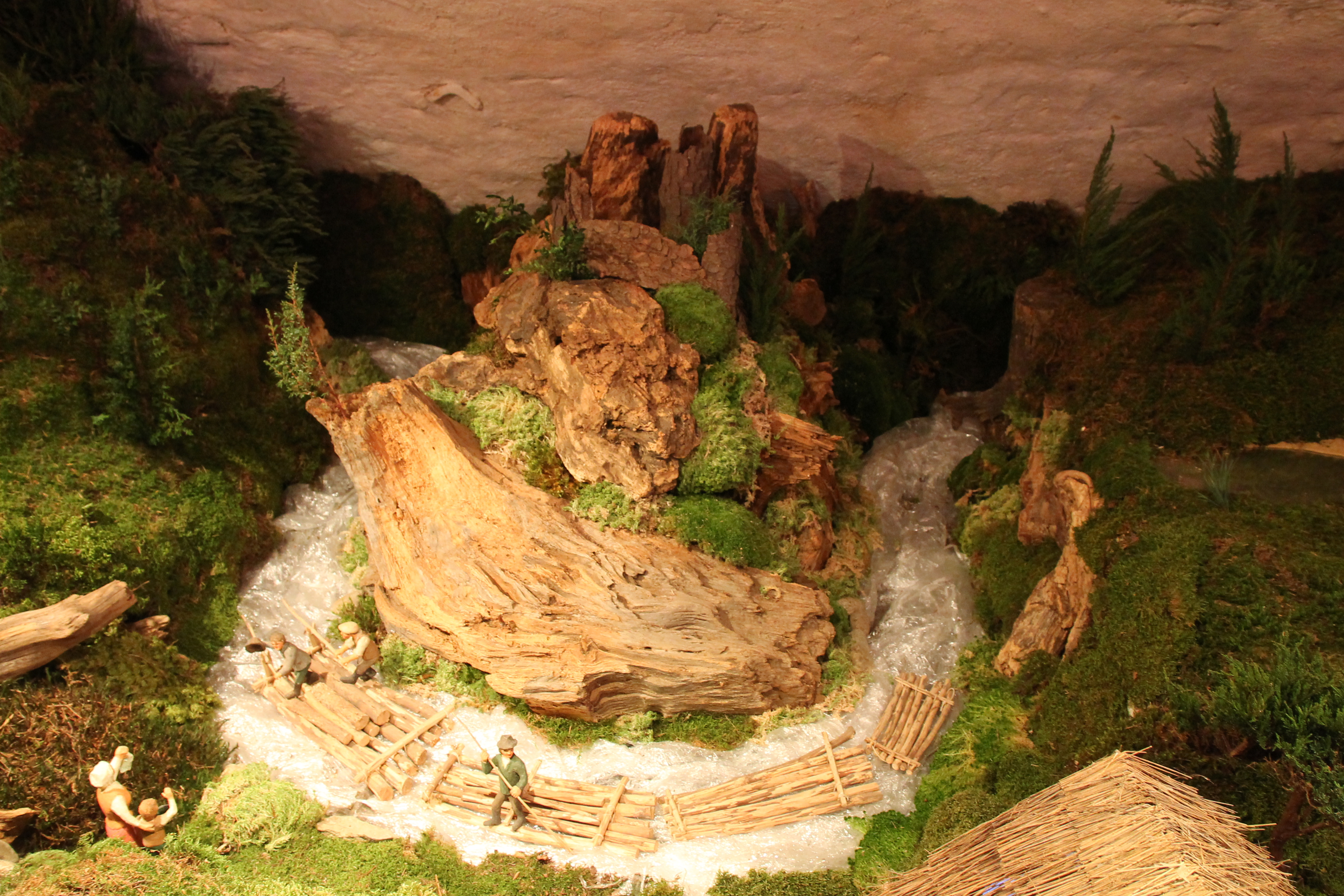
Voraři
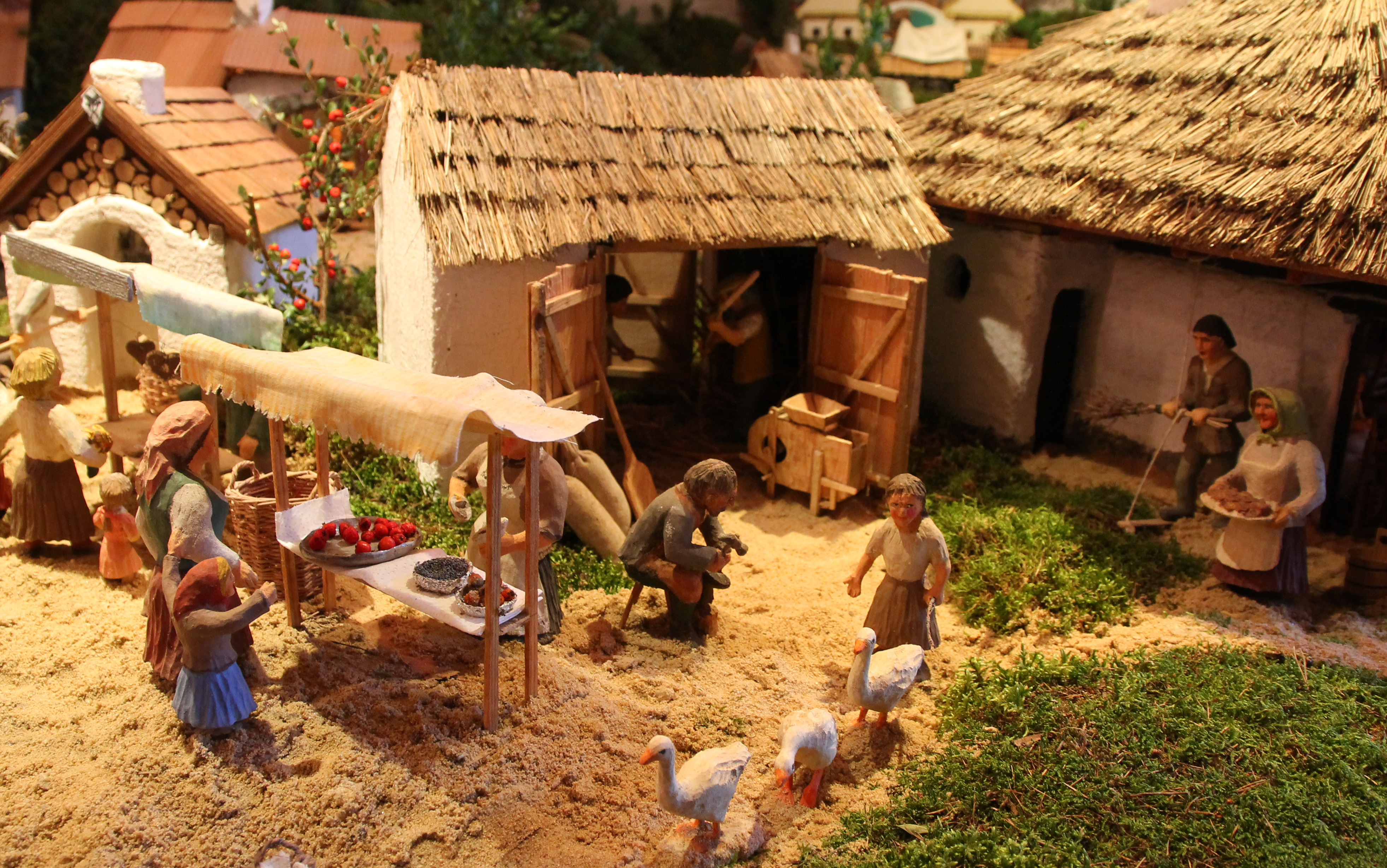
Dvorek
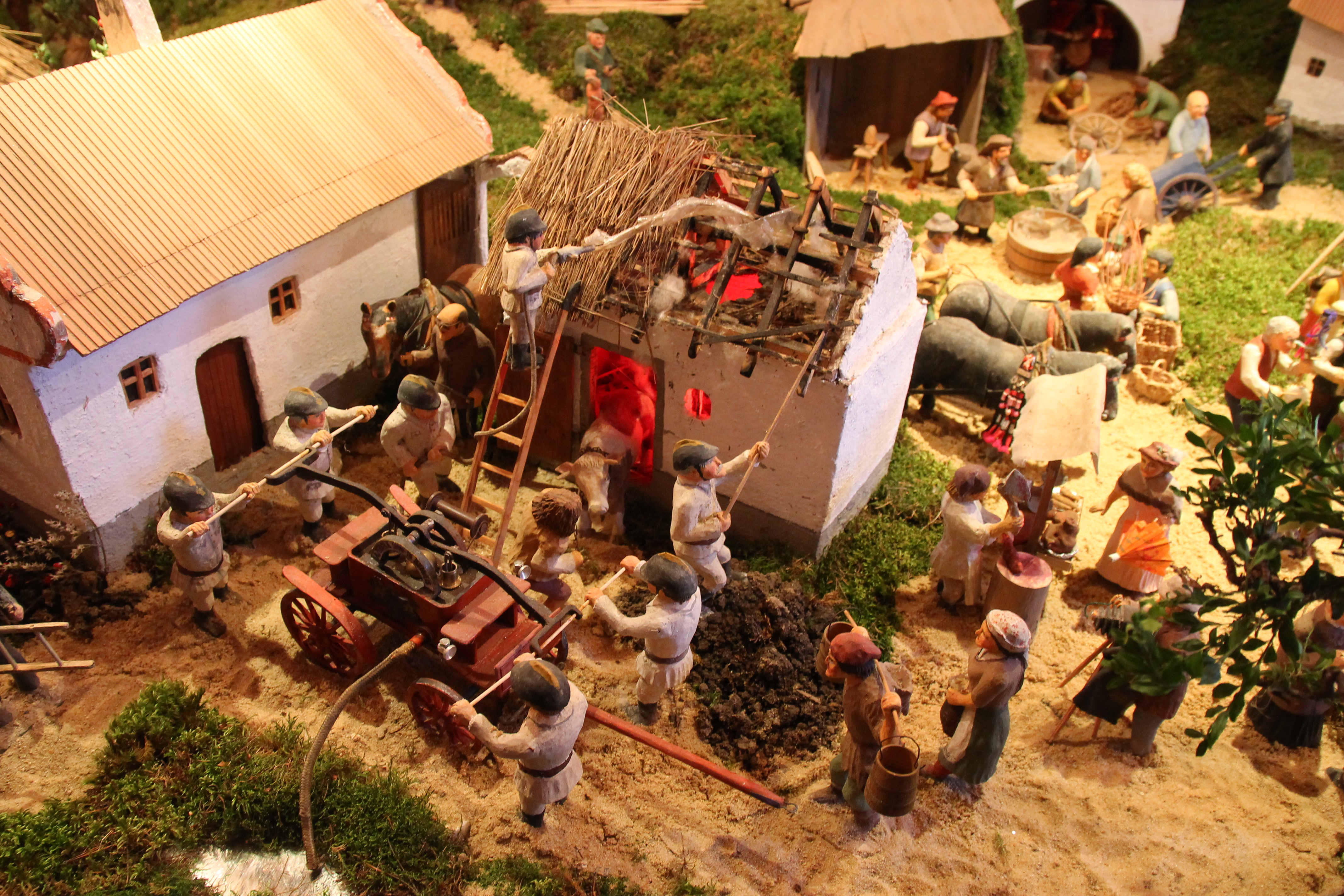
Hasiči
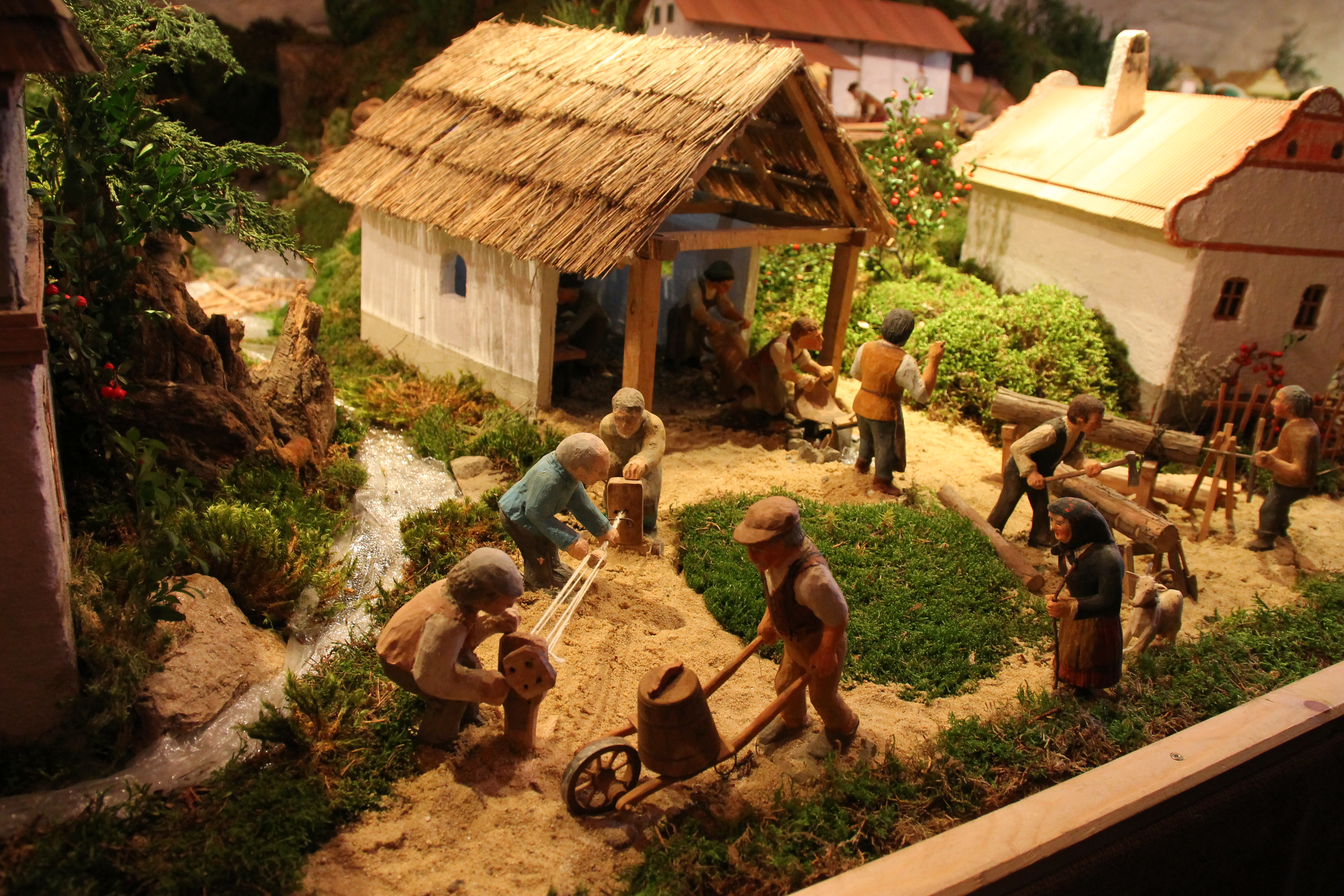
Chalupy ve vsi
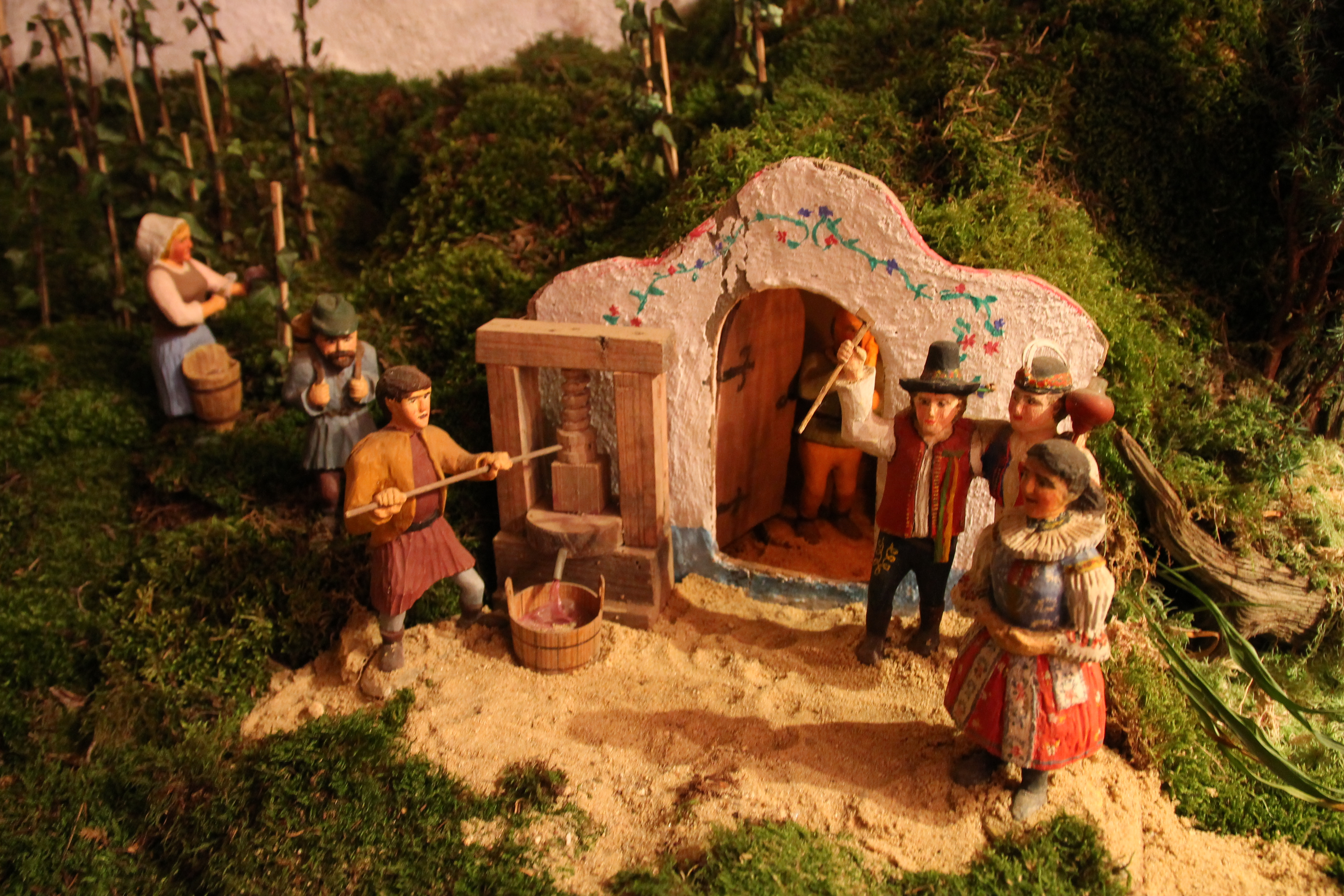
Vinný sklípek